# Pedro de Calatayud

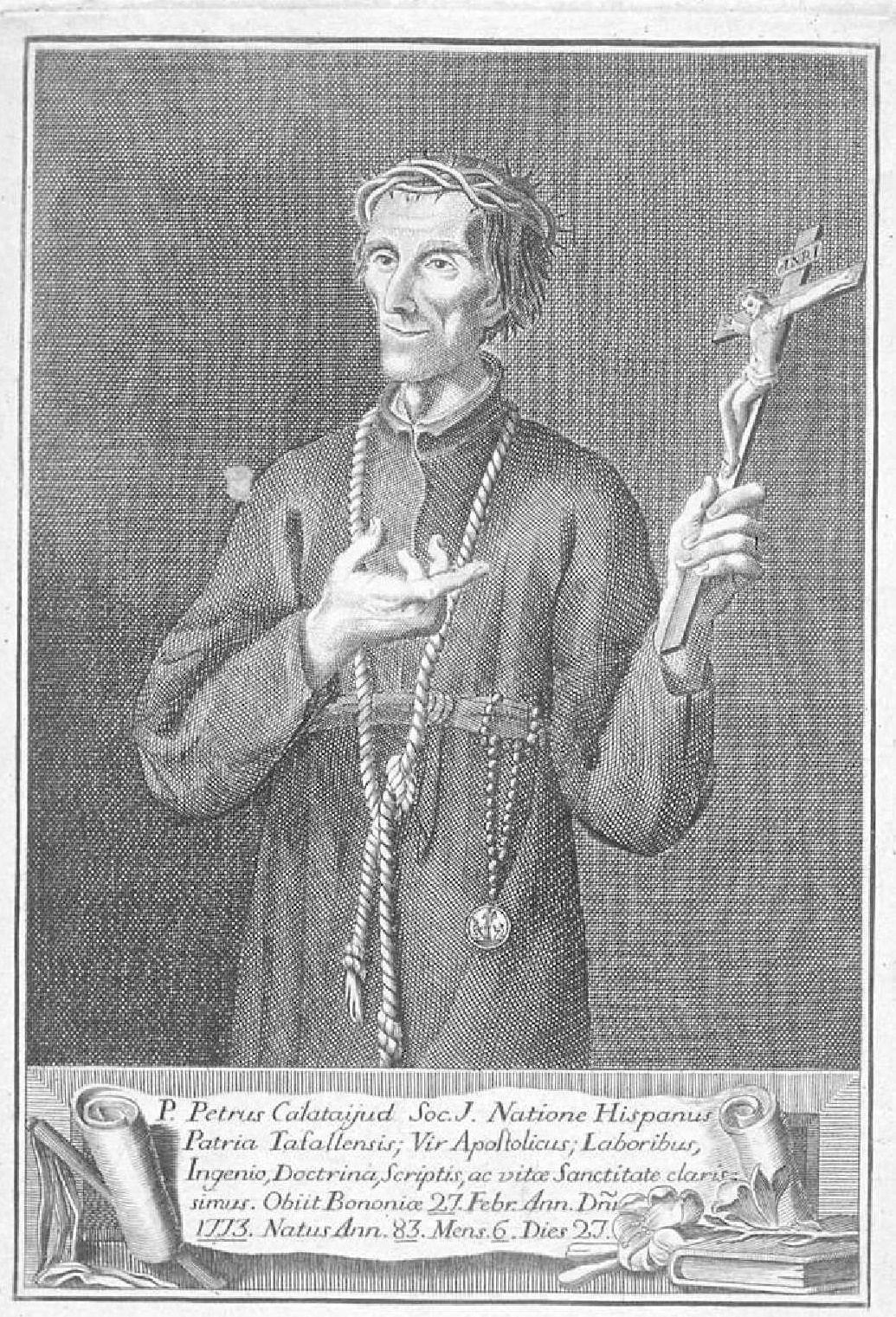
Pedro de Calatayud, grabado anónimo. Inscripción: «P. Petrus Calatayud Soc. J. Natione Hispanus Patria Tafallensis Vir Apostolicus: Laboribus, Ingenio, Doctrina, Scriptis ac vitae Sanctitate clarissimus, Obiit Bononiae 27 Febr. Ann. Dni. 1773. Natus Ann. 83 Mens 6 Dies 27». Biblioteca Nacional de España.

Pedro de Calatayud (Tafalla, 1 de agosto de 1689-Bolonia, 27 de febrero de 1773) fue un predicador y escritor jesuita español.

## Biografía
Realizó sus estudios en Pamplona y las universidades de Alcalá y Salamanca. Enseñó retórica y filosofía en el colegio jesuita de Medina del Campo y Sagrada Escritura en la universidad de Valladolid (entre 1725 y 1728). A partir de 1733 recorrió gran parte de España en misiones, difundiendo la devoción del Sagrado Corazón de Jesús. 
Sobre la técnica empleada en sus sermones de las misiones, expone el P. Calatayud:

En el discurso de mis Sermones se va suavemente caminando, y más por razón que por gritos, para que, como la lluvia sosegada y mansa se va empapando en la tierra, así en la tierra de los corazones vaya entrando la lluvia de los desengaños; lo cual se hace con motivos sólidos y naturales, lenguaje e idioma natural [...] Más en el último trozo del Sermón han de entrar las amenazas, los truenos y sentencias, la eficacia, y el espíritu con que se han de corregir los vicios, y amedrentar los impíos y gente podrida en sus culpas.

Ya anciano, con 77 años, tuvo que salir de España por la expulsión de los jesuitas de 1767.
Fue un escritor muy prolífico, con 39 obras publicadas y cientos de manuscritos (114 o 295 según distintas fuentes), muchos de ellos para sus sermones, donde reproduce frecuentemente textos ajenos.
Recibió elogios de José Petisco y Benito Jerónimo Feijoo.

## Obras
- Incendios de Amor Sagrado, y respiración amorosa de las almas devotas con el Corazón de Jesús su enamorado, Pamplona, 1735.
- Gemidos del corazón contrito y humillado, Pamplona, 1736.
- Juicio de los sacerdotes: doctrina práctica y anatomía de las conciencias, Pamplona, 1736.
- Cathecismo práctico para la instrucción de los fieles y uso alivio de párrocos y sacerdotes, Pamplona, 1749.
- Resumen de la vida y costumbres de el Excmo. Sr. Duque de Granada de Ega, Conde de Xavier, Marqués de Cortes, etc., Pamplona, 1757.
- Sobre Sagradas Escrituras, Sentencias varias, Murcia, 1734.
- Missiones y sermones del P. Pedro Calatayud, Madrid. 1754 (reproducción del anterior).
- Compendio doctrinal muy útil para explicar y saber la doctrina christiana, Pamplona, 1731 (traducción y ampliación de una obra de Pedro de Piamonti.
- Opúsculos y doctrinas prácticas del P. Pedro de Calatayud, Logroño, 1754 (ampliación de obras anteriores).